# Assemblea nazionale (Zimbabwe)
L'Assemblea nazionale zimbabwese è la camera bassa del parlamento dello Zimbabwe.